# Majdan Leśniowski
Majdan Leśniowski (prononciation : [ˈmai̯dan lɛɕˈɲɔfski]) est un village polonais de la gmina de Leśniowice dans le powiat de Chełm de la voïvodie de Lublin dans l'est de la Pologne, à la frontière avec l'Ukraine.
Il se situe à environ 4 kilomètres au nord-est de Leśniowice (siège de la gmina), 18 kilomètres au sud de Chełm (siège du powiat) et 73 kilomètres à l'est de Lublin (capitale de la voïvodie).

## Histoire
De 1975 à 1998, le village est attaché administrativement à la voïvodie de Chełm.

Depuis 1999, il fait partie de la voïvodie de Lublin.